# Dorcopsis muelleri
Dorcopsis muelleri är en pungdjursart som först beskrevs av René-Primevère Lesson 1827. Dorcopsis muelleri ingår i släktet större skogsvallabyer och familjen kängurudjur. IUCN kategoriserar arten globalt som livskraftig.
Pungdjuret förekommer på västra Nya Guinea samt på några mindre öar i samma region. Arten vistas där i låglandet som är främst täckt av tropisk regnskog. Kanske lever den även i större trädgårdar.

## Underarter
Arten delas in i följande underarter:
- D. m. lorentzii
- D. m. muelleri
- D. m. mysoliae
- D. m. yapeni